# Dasoclema
Dasoclema là chi thực vật có hoa trong họ Annonaceae.